# Magallanes (Agusan del Norte)
Magallanes (Bayan ng Magallanes) är en kommun i Filippinerna. Kommunen ligger på ön Mindanao, och tillhör provinsen Agusan del Norte. Folkmängden uppgår till 21 007 invånare år 2015.
Magallanes är indelat i 8 barangayer.